# Ù̧
Cette page contient des caractères spéciaux ou non latins. S’ils s’affichent mal (▯, ?, etc.), consultez la page d’aide Unicode.
Ù̧ (minuscule : ù̧), appelé U accent grave cédille, est un graphème utilisé dans l’écriture de certaines langues camerounaises dont le dii et le mundani. Il s’agit de la lettre U diacritée d’un accent grave et d’une cédille.

## Utilisation
En langues camerounaises suivant l’Alphabet général des langues camerounaises, ‹ u̧ › représente un U nasalisé et l’accent grave indique le ton bas. Il ne s’agit d’une lettre à part entière, et elle placée avec le U sans accent ou avec un autre accent dans l’ordre alphabétique.

## Représentations informatiques
Le U accent grave cédille peut être représenté avec les caractères Unicode suivants :
- précomposé et normalisé (latin supplément-1, diacritiques) :

| formes    | représentations | chaînes de caractères | points de code | descriptions                                               |
| --------- | --------------- | --------------------- | -------------- | ---------------------------------------------------------- |
| capitale  | Ù̧               | Ù◌̧                    | U+00D9 U+0327  | lettre majuscule latine u accent grave diacritique cédille |
| minuscule | ù̧               | ù◌̧                    | U+00F9 U+0327  | lettre minuscule latine u accent grave diacritique cédille |

- décomposé et normalisé (latin de base, diacritiques) :

| formes    | représentations | chaînes de caractères | points de code       | descriptions                                                           |
| --------- | --------------- | --------------------- | -------------------- | ---------------------------------------------------------------------- |
| capitale  | Ù̧               | U◌̧◌̀                   | U+0055 U+0327 U+0300 | lettre majuscule latine u diacritique cédille diacritique accent grave |
| minuscule | ù̧               | u◌̧◌̀                   | U+0075 U+0327 U+0300 | lettre minuscule latine u diacritique cédille diacritique accent grave |

## Sources
- (en) Lee E. Bohnhoff, A Description of Dii Phonology, Grammar, and Discourse, Ngaoundéré, Cameroun, Dii Literature Team, 2010 (lire en ligne [archive du 4 mars 2016])
- (en) Elizabeth Parker et Mary Annett, Mundani-English Lexicon, 1990 (lire en ligne)